# Microsema crocearia
Microsema crocearia là một loài bướm đêm trong họ Geometridae.